# Théophile Lybaert

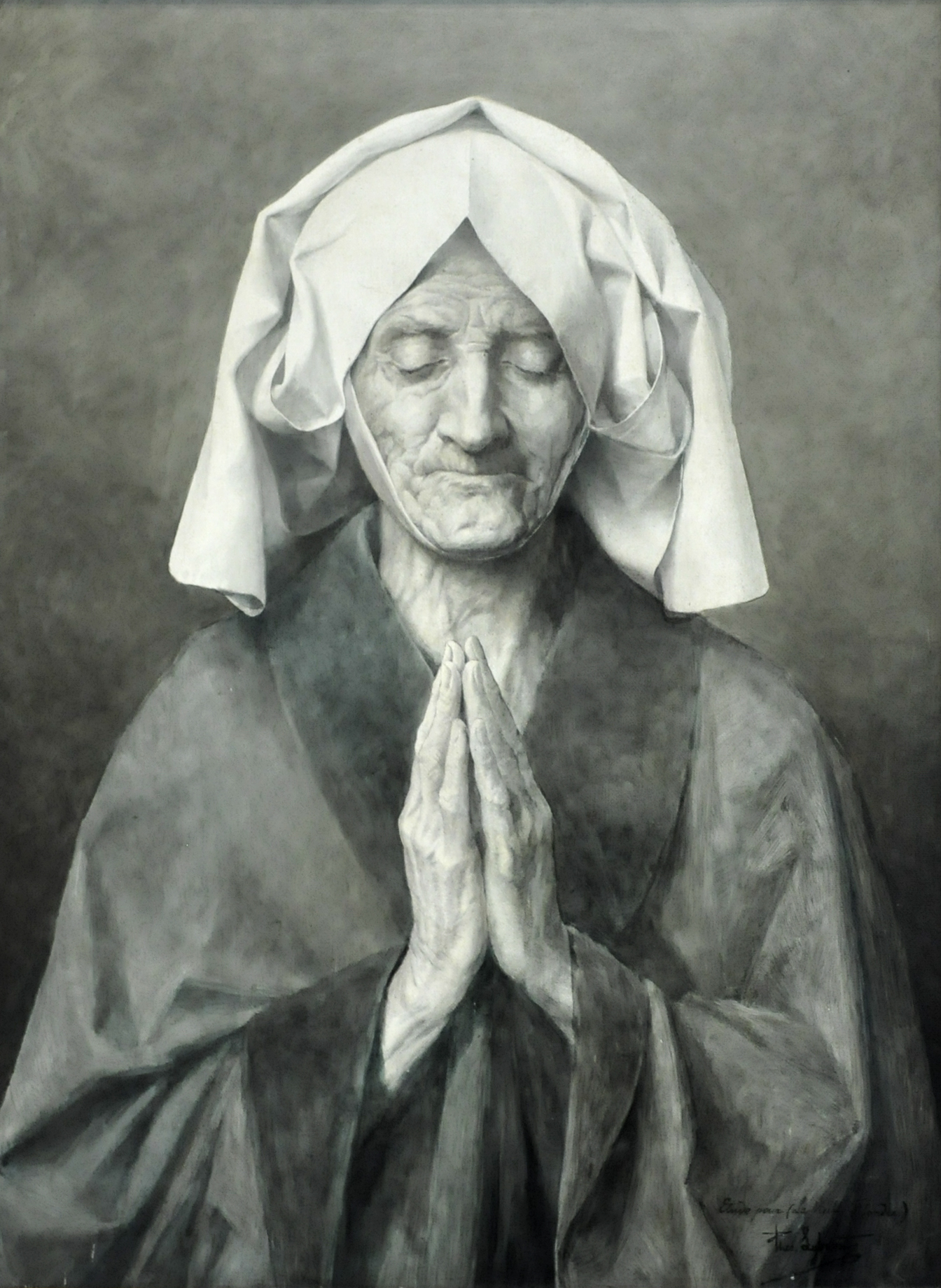
Biddende vrouw (studie) van Théophile Lybaert in het Museum voor Schone Kunsten (Gent)

Théophile Lybaert (Gent, 14 juni 1848 - aldaar, 1927) was een Belgisch kunstschilder en beeldhouwer. Lybaert was een leerling van Jean-Léon Gérôme, een aanhanger van het Franse neoclassicisme. Het werk van Lybaert is sterk beïnvloed door dat van zijn leermeester. Lybaerts kunstwerken behoren tot de historieschilderkunst en het Oriëntalisme.
Lybaert volgde ook les bij Théodore-Joseph Canneel en aan de Koninklijke Academie voor Schone Kunsten van Gent waar Canneel een tijdlang directeur was. Lybaert kreeg de opdracht om de muurschilderingen in de Sint-Annakerk te Gent te voltooien na het overlijden van Canneel.